# Religion en Afghanistan
La principale religion en Afghanistan est le bouddhisme du IIIe au VIIIe siècle, avant l'arrivée de l'islam, devenue religion d'État.

## Histoire

### Bouddhisme
Le bouddhisme s'implante en Afghanistan au IIIe siècle, avec l'établissement de monastères dans la région correspondant aujourd'hui à la frontière qui sépare l'Afghanistan du Pakistan. Les célèbres Bouddhas de Bâmiyân, situés dans le centre-est du pays et taillées directement dans les falaises de grès, ont ainsi été réalisées entre 300 et 700. À quatre kilomètres au sud-est, à Kakrak, se trouve un autre bouddha également creusé dans la falaise, daté du Ve ou du VIe siècle.

### Islam
L'islam arrive en Afghanistan au VIIIe siècle et s'enracine dès le IXe siècle, avec la traduction du Coran en farsi et l'autorisation de prier en farsi.
Mahmoud de Ghazni (971-1030), gouverneur du Khorassan, maintient son allégeance au califat abbasside de Bagdad et conduit plusieurs expéditions de pillage et de conquête de l'Inde. À part une brève interruption lors de la conquête mongole, l'islam reste la religion dominante du pays jusqu'à nos jours. L'Afghanistan sert de base de départ à d'autres conquérants musulmans de l'Inde comme Muhammad de Ghor, Tamerlan et Babur.
La pratique du bouddhisme disparaît petit à petit, tout comme son héritage culturel. Les visages des Bouddhas de Bâmiyân sont détruits entre 750 et 800, mais le reste de la statuaire, des corps sont préservés. Le bouddhisme n'est plus majoritaire en Afghanistan à partir de 1050, quand l'Islam devient majoritaire. Les Bouddhas de Bâmiyân sont détruits en mars 2001 par les talibans. En 1975, il reste seulement 5 000 bouddhistes en Afghanistan, concentrés surtout au nord-est du pays.
À la fin du XIXe siècle, l'émir Abdur Rahman Khan mène une guerre contre les kouffar, c'est-à-dire les mécréants de l'Hindou Kouch, montagnards guerriers attachés à une religion préislamique polythéiste, et les convertit de force à l'islam : le Kafiristan (« pays des mécréants ») est renommé Nouristan (« pays de la lumière ») et leurs habitants les Nouristanis. Seuls les Kalash, dépendant alors de l'Empire britannique de l'Inde, conservent leur religion traditionnelle.
Avant 1979, il y avait un grand nombre de musulmans modérés et libéraux en Afghanistan : les idées communistes et socialistes se répandent parmi les jeunes issus de l'élite sociale qui étudient en Europe ou ailleurs. Si les ouvriers sont peu nombreux, l'action syndicale et le syndicalisme sont très importants, chez les fonctionnaires, et même dans le monde agricole et paysan. Le reste de la population est alors indifférent au fanatisme religieux et les hauts dignitaires de l'armée sont favorables aux idées laïques et admirateurs de la Turquie de Mustafa Kemal Ataturk, et du modèle laïc turc. L'Afghanistan est connu, avant 1978, comme l'une des destinations favorites des jeunes Occidentaux du mouvement hippie. Loin de les rejeter, la population reste indifférente à leur présence. Les hommes d'affaires hindous et sikhs venant d'Inde sont nombreux, et le secteur du tourisme est florissant et prometteur.
Le chiisme est surtout représenté dans la minorité ethnique des Hazaras du plateau central, population pauvre et marginalisée par les Afghans sunnites. Jusqu'à la guerre des années 1980, ils étaient dominés par une aristocratie de grands propriétaires appelés arbâb, souvent de la classe des Sayyid (descendants du Prophète) : ceux-ci sont alors évincés par le parti populiste Sazman-i Nasr (en) soutenu par la République islamique d'Iran et plus tard fondu dans la coalition chiite du Hezb-e Wahdat. À la fin des années 1990, le régime des Talibans entreprend la conversion forcée des chiites hazaras à leur version fondamentaliste du sunnisme.

### Christianisme
Le christianisme arrive en Afghanistan au IIe siècle avec les apôtres Thomas et Barthélemy. La communauté chrétienne afghane compterait de 3000 à 5000 fidèles. Selon l'Index Mondial de Persécution des Chrétiens 2022 l'Afghanistan est le pays où les chrétiens sont le plus persécuté.

## XXIesiècle

### Minorités religieuses
La constitution de l'Afghanistan dispose que le pays est une République islamique et que les fidèles d'autres fois sont libres d'exercer leurs droits religieux dans les limites de la loi. Elle précise aussi qu'aucune loi ne peut contrevenir aux principes et aux dispositions de la religion d'État, l'islam.
Les États-Unis, pays qui a des forces armées en Afghanistan, estiment que des décennies de guerre, des années de régime taliban et la faiblesse des institutions démocratiques ont contribué à créer un climat d'intolérance qui s'est parfois manifesté sous la forme de harcèlement et de violence contre les musulmans jugés libéraux, les confessions musulmanes minoritaires (chiites) et les minorités religieuses.
Les estimations démographiques sont délicates en Afghanistan, pays n'ayant jamais organisé de recensement, mais selon une estimation de 2000, les musulmans représentent plus de 99 % de la population, dont 80 % de sunnites et 19 % de chiites.
Le recensement de 2012 relève 89,7 % de sunnites, 10 % de chiites, et 0,3 % d'autres dénominations[réf. nécessaire].
Les autres confessions se comptent (ou se déclarent) au maximum en milliers. Par ailleurs, au 11 octobre 2011, il reste un seul juif en Afghanistan, Zebulon Simentov.
En 2005, l'État afghan reconnait comme religions minoritaires les groupes minoritaires suivants : hindouistes, sikhs, chrétiens, bouddhistes, zoroastriens, juifs. En revanche, l'État afghan ne reconnait pas : les babistes, et les baha'is, qui sont durement persécutés. L'État afghan ne reconnait pas l'athéisme, mais ne condamne pas l'agnosticisme, du fait qu'un individu agnostique reste à convaincre, pour le diriger vers une religion et des croyances.
L'État afghan condamne officiellement les violences faites aux minorités religieuses, et prétend à s'engager à les défendre et reconnaître ; elles sont censées avoir des droits. Mais dans les faits, ces minorités sont très discriminées, et l'État afghan reste laxiste à leurs égards. Aussi, de nos jours, la République islamique d'Afghanistan admet ne pas pouvoir faire grand chose pour les aider et elles sont confrontées régulièrement à des fanatiques et fondamentalistes musulmans, qui, nombreux, ne peuvent être contrôlés efficacement. L'État afghan se déclare toutefois officiellement tolérant, ouvert, moderne, et protecteur de ses groupes religieux minoritaires, tout comme il se déclare officiellement adhérant aux droits de l'homme.
En 2020, il restait 700 hindous et sikhs en Afghanistan. À la mi-août 2021, quelques jours après la prise de Kaboul, et de la plus grande partie de l'Afghanistan, par les talibans, le ministère des affaires étrangères de l'Inde fait savoir que 400 des 700 de ceux d'entre eux, qui étaient dans le pays en 2020, sont désormais réfugiés en Inde. Au 23 août 2021, il resterait donc 300 hindous et sikhs en Afghanistan, tous situés à Kaboul, regroupés à proximité d'un temple sikh, et par peur des talibans, presque tous demandent l'asile politique en Inde.

### Emprise de la religion sur la vie sociale et privée
Depuis la prise du pouvoir des Talibans en 2021, les restrictions envers les femmes se sont renforcées, touchant tous les aspects de leur vie : éducation, emploi et famille. Les filles n’ont ainsi plus accès aux écoles et aux universités. Depuis 2023, selon Amnesty International, il a été interdit aux femmes « de travailler hors de leur domicile ». Les épouses ne peuvent plus se déplacer sans homme à leurs côtés. Durant l’été 2024, les Talibans édictent de nouvelles règles parmi lesquelles l’interdiction aux femmes de communiquer entre elles « devant ainsi privilégier le chuchotement lors de leur prise de parole. ».